# The Walk (Hanson)
The Walk è il quarto studio album degli Hanson, trio rock di fratelli originari di Tulsa, ed il secondo uscito sotto la loro etichetta.
È stato pubblicato nel 2007 in USA e Regno Unito ed in Italia il 21 marzo 2008 per la casa discografica indipendente 3 Car Garage Records, fondata dagli Hanson.

## Il disco
L'album è di stile diverso dai precedenti lavori ed è incentrato su tematiche di solidarietà verso la popolazione africana.
Nella maggior parte dell'Europa il disco non ha inizialmente visto luce. Nel 2007 il The Walk Tour ha toccato soltanto il Nord America, mentre nel 2008 è iniziato il The Walk Around The World Tour.
L'album racchiude il viaggio di formazione, meditazione e missione compiuto dal gruppo musicale in varie zone dell'Africa tra il 2005 ed il 2006, da cui è scaturita oltre l'omonima canzone che dà il titolo all'album, anche il singolo Great Divide, pubblicato a scopo benefico e presentato in occasione della Giornata mondiale contro l'AIDS il 1º dicembre 2006.
Il 100% dei proventi derivanti della vendita di questo primo singolo sono stati donati in beneficenza, per la costruzione di un ospedale a Soweto, Sudafrica.
In quest'album si alternano ognuno dei tre fratelli Hanson, sia in qualità di autori e compositori, ma anche in qualità di vocalist, ognuno con uno stile diverso.
Ne esce un album variegato composto dallo stile hard rock di Isaac autore di Watch Over Me e Something Going Round, da quello pop di Taylor anch'egli in Watch Over Me ed inoltre Been There Before e Blue Sky (con la partecipazione di un coro africano, così come in altre parti del disco), e da quello sia pop che rock di Zachary che ritroviamo nella pop Go (secondo singolo), nella rock anni 70  Running Man, Tearing It Down e Fire On The Mountain.
La stessa The Walk è firmata da Zachary e racchiude la tematica principale dell'album.
In questo album la voce principale, in precedenza ruolo coperto nella quasi totalità da Taylor, passa in quasi la metà dei brani a Zachary; suo è anche il secondo ed ultimo singolo estratto dall'album, Go.

## Uscita in Italia
Il 21 marzo 2008 l'album è stato distribuito dalla label indipendente italiana Planet Records. Il primo singolo estratto è stato Great Divide ed il secondo Go.

## Tracce
Tracklist Americana, Britannica, Canadese, Italiana e Messicana
1. Intro (Ngi Ne Themba) - (I Find Hope) - 0:24
2. Great Divide - 4:00 (Voce Principale - Taylor Hanson)
3. Been There Before - 3:33 (Voce Principale - Taylor Hanson)
4. Georgia - 3:48 (Voce Principale - Taylor Hanson)
5. Watch Over Me - 4:54 (Voce Principale - Isaac Hanson)
6. Running Man - 3:41 (Voce Principale - Zac Hanson)
7. Go - 4:04 (Voce Principale - Zac Hanson)
8. Fire On The Mountain - 2:42 (Voce Principale - Zac Hanson)
9. One More - 4:11 (Voce Principale - Taylor Hanson)
10. Blue Sky - 3:37 (Voce Principale - Taylor Hanson)
11. Tearing It Down - 3:05 (Voce Principale - Zac Hanson)
12. Something Going Round - 3:13 (Voce Principale - Taylor Hanson e Isaac Hanson)
13. Your Illusion - 5:01 (Voce Principale - Taylor Hanson)
14. The Walk - 5:06 (Voce Principale - Zac Hanson)

- Your Illusion, pur non facendo parte della colonna sonora, compare come intro nel trailer del film drammatico The Last Song con protagonista Miley Cyrus.[2]

Bonus track
1. Got A Hold On Me (Live Acoustic) (Voce Principale - Taylor Hanson)
2. I've Been Down (Live Acoustic) (Voce Principale - Taylor Hanson)
3. Something Going Round (Live Acoustic) (Voce Principale - Taylor Hanson e Isaac Hanson)

Bonus track Giapponesi
1. In A Way - 4:04 (Voce Principale - Zac Hanson)
2. I Am - 3:44 (Voce Principale - Zac Hanson)

## Formazione
- Isaac Hanson - chitarra elettrica ed acustica, basso, voce e cori
- Taylor Hanson - pianoforte e tastiere, chitarra elettrica ed acustica, batteria e percussioni, voce e cori
- Zac Hanson - batteria e percussioni, pianoforte e tastiere, chitarra elettrica ed acustica, voce e cori